# Jan Doliwa
Jan herbu Doliwa (zm. 17 marca 1335) – trzeci biskup poznański tego imienia.
O jego młodości niewiele wiadomo. Wiemy, że przed objęciem tronu biskupiego w Poznaniu sprawował urząd poznańskiego archidiakona. W lipcu 1324 kapituła poznańska obrała go kolejnym biskupem. Elekcję tę zatwierdził Janisław – arcybiskup gnieźnieński, który dokonał święceń biskupich jesienią tego samego roku w Sochaczewie. Należąc do rodu Doliwów, Jan zaliczał się do zaufanych króla Władysława Łokietka. W ostatnich miesiącach 1324 biskup Jan posłał Łokietkowi posiłki w celu umocnienia Pyzdr, a w czerwcu 1325 należał do sygnatariuszy przymierza między królem a książętami zachodniopomorskimi zawartego przeciw Brandenburgii w Nakle. W tym samym roku papież Jan XXII mianował go konserwatorem klasztoru w Owińskach, zlecając mu również wymuszenie na księciu Bolesławie III Rozrzutnym wydzielenia księstwa legnickiego bratu. W lutym 1326 Jan wziął udział w synodzie metropolii gnieźnieńskiej, a w 1329 podczas pobytu Łokietka na poznańskim zamku, należał do jego najbliższego otoczenia. 
W marcu 1331 biskup wraz z arcybiskupem gnieźnieńskim i biskupem krakowskim zostali wyznaczeni przez papieża na egzekutorów zadośćuczynienia, jakie mieli dać Krzyżacy biskupstwu chełmińskiemu za wyrządzone straty, a w razie odmowy mieli prawo obłożyć zakon klątwą. W lipcu tegoż roku krzyżacki najazd spustoszył dobra biskupie – niszcząc Słupcę i wiele wsi należących do biskupa, a także wiele innych wielkopolskich miast, takich jak Pyzdry, Środa Wielkopolska i Kostrzyn, w których spalono kościoły. W procesie warszawskim sąd uznał, że szkody, bez złupionych świątyń, wyniosły 8200 srebrnych grzywien. Po śmierci Łokietka biskup koncelebrował mszę koronacyjną Kazimierza Wielkiego.
Za jego kadencji ufundowano kościół parafialny w Krerowie, dokonano komasacji posiadłości biskupich leżących zarówno w Wielkopolsce jak i na Mazowszu, lokowano kilka wsi, a także wydano przywilej dla młynarzy w majątku diecezji. Współczesny biskupowi kalendarz włocławski opisywał go jako człowieka dobrego i szczodrego, podczas gdy Jan Długosz ukazał go w sposób negatywny, zarzucając mu rozrzutność i brak opieki nad potrzebującymi.